# Pozo María Luisa
El pozo María Luisa es una de las explotaciones mineras de carbón más emblemáticas y conocidas de Asturias, en España. El pozo, ya cerrado, se encuentra en Ciaño en el concejo de Langreo.
Es especialmente conocido por una popular canción tradicional En el pozo María Luisa.

## Historia
El yacimiento comenzó a ser explotado en 1858 a través del socavón de María Luisa, por la Unión Hullera de Santa Ana, de capital francés. En 1886 pasa a ser explotado por la Sociedad Unión Hullera y Metalúrgica de Asturias. La profundización del pozo tuvo lugar en 1918 aunque habría que esperar a 1942, tras la Guerra Civil, para que funcionase a pleno rendimiento. En la década de 1940 murieron por una explosión de grisú 17 mineros, por lo cual se adaptó la popular canción Santa Bábara Bendita, habitual en fiestas y celebraciones en Asturias y León. En 1976 los Reyes de España,  Juan Carlos y Sofía se ataviaron con el traje minero y descendieron a la mina, lo que ocasionó gran repercusión en los medios de la época. Años después fue visitado también por el entonces presidente del gobierno, Adolfo Suárez.
A partir de 1967 fue explotado por Hunosa debido a la integración en ésta de los activos mineros de la Sociedad Metalúrgica Duro-Felguera, junto con otras empresas hulleras de las Cuencas Mineras asturianas. Se mantuvo en funcionamiento hasta el 31 de diciembre de 2016, siendo la última mina de Langreo en cerrar.

## Descripción
El complejo de las instalaciones del exterior se compone de dos grandes edificios de la década de 1920 que responden al esquema clásico de arquitectura industrial. Se revisten con ladrillo rojo y rematan la cornisa con almenas, siendo edificios muy similares a los de la Fábrica de La Felguera, de la misma empresa. Se corresponden a las oficinas y la casa de aseo. Destaca también el pabellón de embarque y el castillete, que cambió su aspecto unos años antes del cierre de la explotación debido a la realización de mejoras técnicas. El lavadero fue demolido en 2002. En la zona también se conservan restos de las expoltaciones del Grupo María Luisa: una bocamina de 1897, una chimenea de ventilación de ladrillo de 1900, compresores y lampistería de 1936 y la bocamina del tercer piso de María Luisa (1950), en El Carbayal, convertida en capilla.